# Uppsala Kammarsolister
Uppsala Kammarsolister, var en stråkensemble bestående av Nils-Erik Sparf (violin), Brusk Zanganeh (violin), Klara Hellgren (violin), Ylva-Li Zilliacus (viola) och Per Nyström (cello). Gruppen var verksam som ensemble inom länsmusiken i Uppsala län, Musik i Uppland. Medlemmarna fungerade dessutom som konsertmästare respektive stämledare i Uppsala Kammarorkester.
Tidigare medlemmar är Erik Wahlgren (cello), Bernt Lysell (violin, viola) och Susanne Magnusson (viola).